# Veluwemeer
Veluwemeer (Jezero Veluwe) je granično jezero u Nizozemskoj, između pokrajina Flevoland na zapadnoj strani i Gelderland na istočnoj strani. To je usko jezero koje se proteže od jugozapada prema sjeveroistoku. Južno od Harderwijka jezero postaje het Wolderwijd, a sjeverno od Elburga het Drontermeer.
Ime jezera dolazi od regije Veluwe u Gelderlandu, čijoj je zapadnoj granici jezero. Jezero nije prirodno i jedno je od nekoliko jezera poznatih kao granična jezera nastalih 1957. kada je stvoren Flevoland. Ima površinu od preko 30 četvornih kilometara i prilično je plitko s prosječnom dubinom od 1,55 m. Popularno je među turistima tijekom ljeta za rekreaciju na vodi ili plaži.

## Vanjske poveznice
|  | Zajednički poslužitelj ima još gradiva o temi Veluwemeer |

- Fotografja iz zraka